# 李東垣

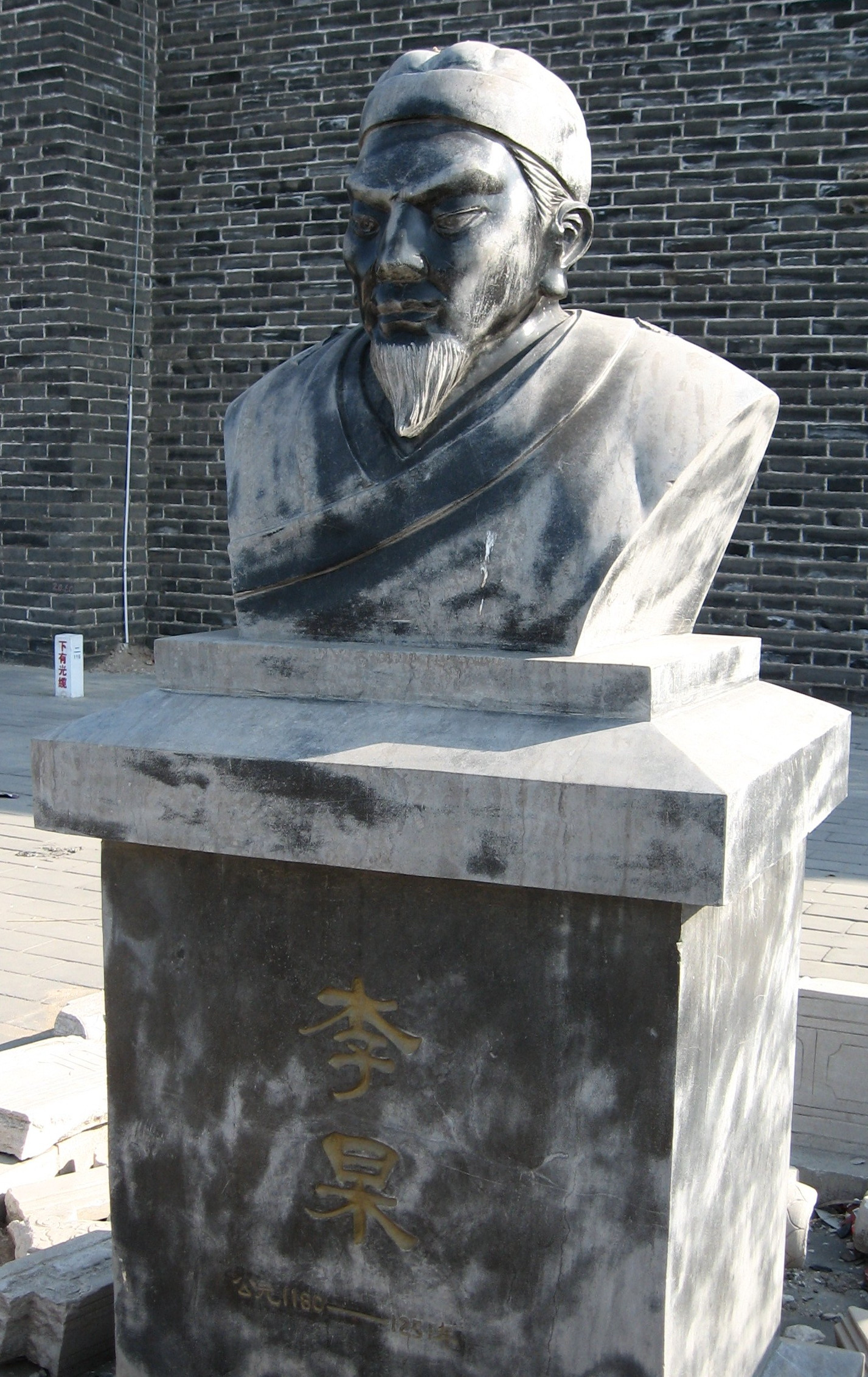
中国河北省正定县南城门（长乐门）内的李杲雕像。

李杲（1180年—1251年），字明之，號東垣老人，后世多称为李東垣。真定（今河北正定）人。金元四大家之一，开创了補土派。由於李東垣生活於北方，所以被譽為北醫，和朱震亨南医相对。

## 生平
自幼喜愛醫藥，拜張元素為師。李認為人體內在元氣充足，則疾病無以發生，而元氣充足與否，關鍵在於脾胃是否健旺，他在所著的《脾胃論》中提出“內傷脾胃，百病由生”，當時中原戰亂，人民生活動盪，三餐不得溫飽，以致百病叢生。親創“補中益氣湯”、“龍膽瀉肝湯”等名方。張景岳認為李氏“相火為元氣之賊”一說是錯誤的，應當改為“相火為元氣之本”。

## 著作列表
- 《脾胃論》三卷
- 《內外傷辨惑論》
- 《蘭室秘藏》三卷
- 《醫學發明》
- 《傷寒會要》
- 《用藥法象》
- 《東垣試效方》等。

## 主要學術思想

### 脾胃學說
李東垣主張"內傷脾胃，百病由生"的理論，強調脾為後天之本，脾胃虛弱則容易生百病。

### 陰火學說
李東垣認為脾胃氣虛，失其升清則下陷，陰火上沖，形成口乾，潮熱，口瘡等等的陰火症狀。

### 甘溫除大熱論
李東垣認為脾胃氣虛，陰火上沖則為熱，故治法當以甘溫益氣健脾，脾氣得以健運，恢復其升降功能則熱自除。

## 秋不食薑，令人瀉氣
在李之後，世人多沿用李之筆誤 "秋不食薑，令人瀉氣"，只有明朝的陳嘉謨，講出正確的 "秋分食薑，令人瀉氣"。
- 《金匱玉函要略輯義》...案秋不食薑。令人瀉氣。出於本綱李杲之說
- 《本草綱目》...杲曰︰古人言︰秋不食薑，令人瀉氣。
- 《本經逢原》...古云，秋不食薑，令人瀉氣。
- 《普濟方》...經云：秋不食薑。令人瀉氣。
- 《本草蒙筌》...秋分食薑，令人瀉氣，故禁之。

## 軼事
清朝阮葵生在茶餘客話記載：李杲祖父家貧時，有一夜正在書，有一女子從室西地中出，告知地下有金。李杲祖父掘地，果然有金，上壓一石，石上刻有：「金一笥，畀李氏，孫以醫名後世。」李杲後來跟從張元素學醫，盡得其術。

## 外部連結
- 脾胃論 （页面存档备份，存于） 中藥方劑像數據庫  (香港浸會大學中醫藥學院) （中文）（英文）
- 內外傷辨惑論 （页面存档备份，存于） 中藥方劑像數據庫  (香港浸會大學中醫藥學院) （中文）（英文）
- 蘭室秘藏 （页面存档备份，存于） 中藥方劑像數據庫  (香港浸會大學中醫藥學院) （中文）（英文）
- 醫學發明 （页面存档备份，存于） 中藥方劑像數據庫  (香港浸會大學中醫藥學院) （中文）（英文）
- 東垣試效方 （页面存档备份，存于） 中藥方劑像數據庫  (香港浸會大學中醫藥學院) （中文）（英文）
- 補中益氣湯 （页面存档备份，存于） 中藥方劑像數據庫  (香港浸會大學中醫藥學院) （中文）（英文）
- 龍膽瀉肝湯 （页面存档备份，存于） 中藥方劑像數據庫  (香港浸會大學中醫藥學院) （中文）（英文）
- 李東垣學術思想探討